# Pauley Perrette

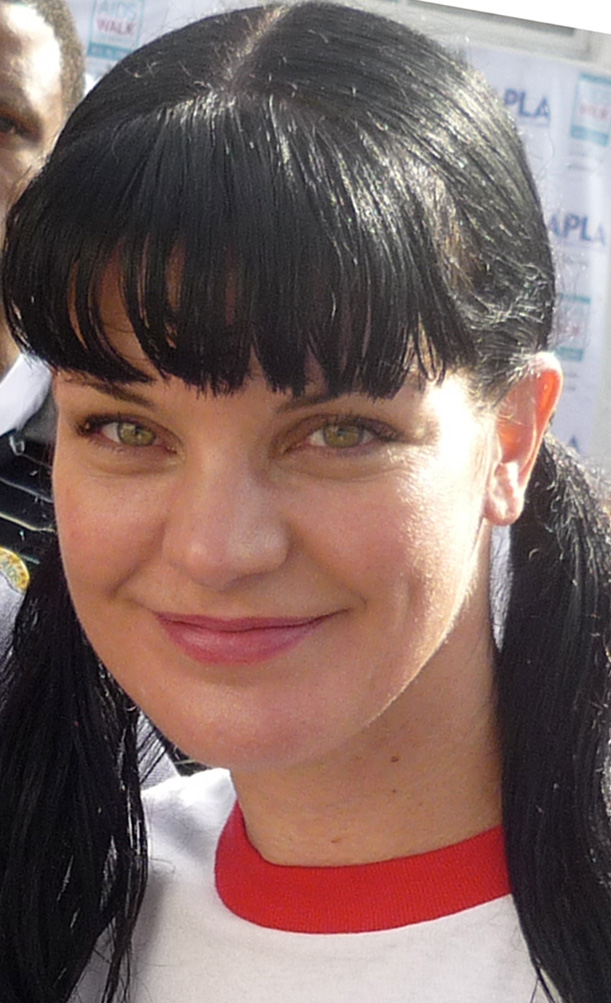

Pauley Perrette (* 27. března 1969, New Orleans, USA) je americká herečka, známá svojí rolí Abby v seriálu Námořní vyšetřovací služba. Je také publikovanou spisovatelkou, zpěvačkou a obhájkyní občanských práv.

## Životopis
Narodila se v New Orleansu. V dětství se rodina mnohokrát stěhovala kvůli zaměstnání otce. V rozhovoru pro irskou TV talk show The Late Late Show prozradila, že žila v Georgii, Alabamě, Tennessee, Severní a Jižní Karolíně, New Yorku, New Jersey a v Kalifornii. V mládí prý chtěla být ošetřovatelkou zvířat, hrát v rockové skupině nebo pracovat jako agentka FBI.

Studovala trestní soudnictví na Valdosta State University ve Valdostě v Georgii. Později se přestěhovala do New Yorku, kde pokračovala ve studiích na John Jay College of Criminal Justice. V New Yorku vyzkoušela řadu zaměstnání, mimo jiné byla i kuchařkou na výletní lodi obeplouvající Manhattan a barmankou.

## Herecká kariéra
V době, kdy v New Yorku střídala různá zaměstnání, ji přítelkyně seznámila s režisérem, který pracoval v reklamě. Tak začala natáčet reklamní spoty. K tomu se přidala i práce v dabingu, natáčení videoklipů a krátkých filmů.

To mělo za následek stěhování do Los Angeles, načež následovaly první drobné role ve filmu.
Pauley Perrette si zahrála v seriálu Vražda prvního stupně (Murder one). Objevila se v Show Drewa Careyho, v seriálu Jesse, dále hostovala v sitcomu Frasierovi, v Early Edition a Moloney. Z jejích filmů lze zmínit Romy and Michelle's High School Reunion, The Cowboy Way nebo nezávislý snímek The Price of Kissing. Roku 2001 se opakovaně objevila ve sci-fi seriálu Special Unit 2, kde hrála „píárku“ Alici Cramerovou.
V roce 2003 se poprvé objevila v roli excentrické kriminoložky Abby Sciutové ve dvou epizodách TV seriálu JAG, které sloužily jako pilotní epizody pro seriál NCIS: Námořní vyšetřovací služba. Postava Abby je dosud její nejúspěšnější rolí.

## Zpěvačka
V Los Angeles začala Pauley Perrette vystupovat pod jménem „Pauley P.“ jako zpěvačka dívčí kapely Lo-Ball. Její patrně nejznámější písničkou se stal hit, který se objevil ve filmu Pravá blondýnka – Can't get me down.
V 6. sérii NCIS zazněla její píseň "Fear", jejímž spoluautorem je Tom Polce, a kterou původně nahrála pod názvem "Stop Making Friends".
Perrette se objevila i v klipu The Unnamed Feeling z alba St. Anger metalové skupiny Metallica.

## Filmography

### Film
| Rok  | Název                                       | Role                                | Poznámky            |
| ---- | ------------------------------------------- | ----------------------------------- | ------------------- |
| 1997 | The Price of Kissing                        | Renee                               |                     |
| 1998 | Hand on the Pump                            | Dívka                               |                     |
| 1998 | Hoofboy                                     |                                     | krátkometrážní film |
| 2000 | Civility                                    | Carolyn                             |                     |
| 2000 | Na pokraji slávy                            | Alice Wisdom                        |                     |
| 2001 | My first Mister                             | Bebe                                |                     |
| 2002 | Kruh                                        | Beth                                |                     |
| 2002 | Krvavé nebe                                 | Patty Peirson                       |                     |
| 2002 | Hungry Hearts                               | Cokie Conner                        |                     |
| 2003 | Ash Tuesday                                 | Gina Mascara                        |                     |
| 2003 | Medvědí bratři                              | Medvěd (hlas)                       |                     |
| 2004 | Cut and Run                                 | Jolene                              |                     |
| 2004 | A Moment of Grace                           | Dr. Grace Peters                    |                     |
| 2005 | Potheads: The Movie                         | LuLu                                |                     |
| 2008 | The Singularity Is Near                     | Ramona                              |                     |
| 2010 | Satan Hates You                             | Marie Flowers                       |                     |
| 2012 | I Am Bad                                    | matka                               |                     |
| 2012 | Superman vs. Elita                          | Lois Lane (hlas)                    |                     |
| 2013 | Citizen Lane                                | samu sebe                           | dokument            |
| 2015 | Scooby-Doo! and Kiss: Rock and Roll Mystery | Delilah Domino / Čarodějnice (hlas) |                     |

### Televize
| Rok        | Název                                   | Role               | Poznámky                       |
| ---------- | --------------------------------------- | ------------------ | ------------------------------ |
| 1994       | Magical Make-Over                       | Shannon            |                                |
| 1996–97    | Murder One                              | Gwen               | 10 dílů                        |
| 1996       | Frasier                                 | číšnice/Rebecca    | 2 díly                         |
| 1997       | Předčasné vydání                        | Theresa Laparco    | díl: „Mob Wife“                |
| 1998       | That's Life                             | Lisa               | 6 dílů                         |
| 1998       | The Naked Truth                         | Ilana              | díl: „The Seer and the Sucker“ |
| 1998       | Kancelářská krysa                       | Darcy              | 4 díly                         |
| 1999       | Batman budoucnosti                      | Policistka (hlas)  | díl: „Golem“                   |
| 1999       | Jesse                                   | Gwen               | 3 díly                         |
| 1999       | Veroničiny svůdnosti                    | Nicole             | díl: „Veronica's Little Ruse“  |
| 1999       | Batman Beyond: The Movie                | Policistka (hlas)  |                                |
| 1999–2000  | Time of Your Life                       | Cecilia Wiznarksi  | 21 dílů                        |
| 2001       | Smash                                   | Charley            |                                |
| 2001       | Dead Last                               | Erica              | díl: „Death Is in the Air“     |
| 2001       | Philly                                  | Angela             | díl: „Light My Fire“           |
| 2001       | Dawsonův svět                           | Rachel Weir, Ph.D. | 2 díly                         |
| 2001–02    | Lovci netvorů                           | Alice Cramer       | 4 díly                         |
| 2002       | 24 hodin                                | Tanya              | 2 díly                         |
| 2002       | Pronásledovaný                          | Nadine             | díl: „Fidelity“                |
| 2003       | Kriminálka Las Vegas                    | Candeece           | díl: „Pandořina skřínka“       |
| 2003       | JAG                                     | Abby Sciuto        | 2 díly                         |
| 2003–2018  | Námořní vyšetřovací služba              | Abby Sciuto        | hlavní role, 352 dílů          |
| 2009       | Námořní vyšetřovací služba L. A.        | Abby Sciuto        | 2 díly                         |
| 2014, 2016 | Námořní vyšetřovací služba: New Orleans | Abby Sciuto        | 2 díly                         |
| 2017       | When We Rise                            | Robin              | limitovaný seriál, 1 díl       |

### Videohry
| Rok  | Název        | Role        | Poznámky |
| ---- | ------------ | ----------- | -------- |
| 1997 | Blade Runner | Lucy Devlin |          |